# Арда (Кирджалі)
ФК Арда Кирджалі (болг. ФК Арда Кърджали) — болгарський футбольний клуб з міста Кирджалі. Домашні матчі команда проводить на стадіоні «Арена Арда», що вміщає близько 15 000 глядачів.

## Історія

### 1924—2013
«Арда» була заснована 10 серпня 1924 року під назвою «Родопскі Сокол», але пізніше прийняла свою нинішню назву в честь річки Арда. З 1945 по 1957 рік команда була відома як «Мінер», після чого знову стала «Ардою».

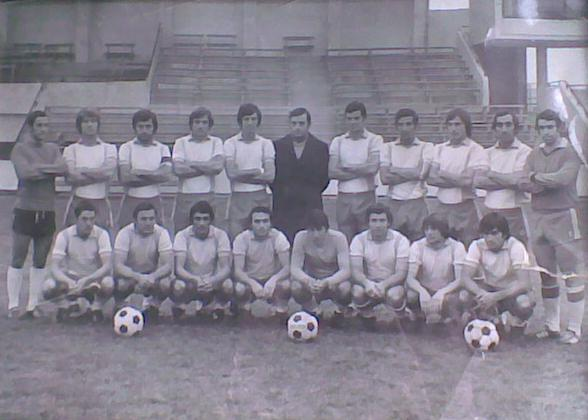
«Арда» у 1970-ті роки.

У 1956 році клуб зайняв друге місце в групі «Б» (другий рівень в системі футбольних ліг Болгарії), що є найкращим досягненням «Арди» і по сей день. У сезоні 1959/1960 команда вийшла в чвертьфінал Кубка Болгарії, що також і понині є найкращим її результатом в рамках цього турніру. В 1988 році «Арда» стала третьою в групі «Б». Команда грала на другому і третьому рівнях болгарського футболу, поки в 2013 році не була розпущена через фінансові причини.

### Відновлення (з 2015 року)
У 2013 році команда вилетіла з групи «В» і не брала участі в жодній лізі до 2015 року, коли повернулася в регіональну групу «A». У 2016 році «Арда» домоглася просування в болгарську Третю лігу після успішного сезону і перемоги 3:0 у матчі плей-оф над клубом «Любимець 2007».
На початку червня 2017 року клуб був придбаний болгарської дорожньо-будівельною компанією PSI Group в рамках болгарського футбольного проекту, натхненний досвідом таких команд як «Лудогорець» і «Верея». Через два тижні головним тренером «Арди» був призначений колишній гравець софійського «Левскі» Елін Топузаков, а спортивним директором — Еміл Кременлієв. Потім Петар Пешев був обраний директором клубу і було оголошено про те, що нові власники «Арди» інвестують в неї близько €1 млн на нові контракти, заробітну плату та інфраструктуру навколо стадіону протягом наступного сезону в Південно-Східній групі Третьої ліги. Все це призвело до успіху в сезоні 2017/2018, коли «Арда» виграла свою групу і Кубок Болгарської аматорської футбольної ліги, в результаті чого отримала право грати у болгарській Другій лізі.
Після незадовільних результатів в перших п'яти турах Другої ліги 2018/19 Елін Топузаков був звільнений, а його місце зайняв Стойчо Стоєв. Але вже 6 березня 2019 року новим головним тренером «Арди» став Стамен Белчев після того, як Стоєв перейшов на роботу у стан болгарських чемпіонів, клуб «Лудогорець». Белчеву вдалося зайняти з командою 3-тє місце, а в матчі плей-оф обіграти «Септевмрі», завдяки чому команда 2019 року зуміла вперше в історії вийти до найвищого болгарського дивізіону.